# Cesare Formilli
Cesare Formilli (Roma, 1º agosto 1860 – Londra, 8 dicembre 1942) è stato un pittore, illustratore e acquerellista italiano.

## Biografia
Cesare Formilli studia a Roma pittura e decorazione, al Museo artistico industriale. I suoi primi disegni noti sono progetti di mobili. Subisce il fascino di Nino Costa che 1879 lo introduce nel Circolo degli Artisti, da lui fondato per reagire alla fredda arte accademica italiana che si era vista all'Esposizione di Parigi, del 1878. Nel 1884 Cesare Formilli è nel gruppo di artisti che creano il nuovo sodalizio, la "Scuola Etrusca", una associazione che raccoglie pittori italiani e stranieri (soprattutto inglesi) che desiderano scoprire nel paesaggio, dipinto en plein air, la voce autentica della natura. Formilli partecipa alla mostra della Società Amatori e Cultori di Roma, nel 1885, con i dipinti: "Fiumicino" e "Le prime ore del mattino". 
Eccellenti sono i suoi acquerelli, dai toni tenui, tendenti all'azzurro. Nel 1886, su invito di Giuseppe Cellini, collabora all'illustrazione della edictio picta di "Isaotta Guttadauro" di Gabriele D'Annunzio. Gli altri illustratori, che realizzano questo capolavoro di estetismo aristocratico, sono: Vincenzo Cabianca, Onorato Carlandi, Giuseppe Cellini, Enrico Coleman, Mario de Maria, Alessandro Morani, Alfredo Ricci e Giulio Aristide Sartorio. Nel 1887 Formilli partecipa alla mostra del nuovo gruppo In arte libertas, fondato da Nino Costa, con il paesaggio "Sabine Hills" che, già nel titolo, esprime la sua simpatia per l'arte e per la cultura inglese. Nella Abbazia di Cava de' Tirreni esegue decorazioni intorno all'affresco antico, nella volta della navata centrale, che rappresenta La gloria dei Santi Padri Cavensi.

Cava de' Tirreni, Synodus sacri cavensis

### In Inghilterra
Intorno al 1896 Formilli si trasferisce a Londra, dove è presente alle esposizioni della Royal Academy. Nel 1897 Lord Walsingham lo chiama per completare la decorazione di una nuova sala da pranzo del suo Walsingham House Hotel, a Piccadilly, secondo lo stile di alcuni disegni che Formilli aveva presentato l'anno prima al Salon di Parigi. Formilli sceglie gli arredi della sala e crea, tra le colonne addossate alle pareti, dei bassorilievi con giovani donne danzanti. Aggiunge dipinti a fresco, con scene di pesca. L'effetto finale della sala è riposanteː è un tuffo nell'azzurro. 
Nel 1912 Formilli esegue affreschi nella cattedrale cattolica di Sant'Anna, a Leeds. Cesare Formilli illustra, con ventiquattro tavole a colori, il volume "The Castles of Italy", pubblicato nel 1934. Decora a graffito la casa di G. Guimareas, a Lisbona.

### Opere
- Vecchie case a Piperno, (acquerello) 1920
- La porta della valle ad Affile.
- Negozio di antiquario a Ponte dei Dadi, Venezia.
- Porta Sovrano con la casa di Cristoforo Colombo, Genova.
- Porta della Cattedrale di San Lorenzo, Genova.
- Balcone della Bella Galiana, Viterbo.
- Tomba dei Glossatori, Chiesa di San Francesco, Bologna.
- Madonna di Pietra Sprecata, Subiaco.
- Tempio greco di Ercole, Cori.
- Arco di Settimio Severo, Roma.
- Ritratto del Vescovo di Middlesbrough, 1923.